# Italská východní Afrika
Italská východní Afrika či Italské východoafrické impérium (italsky Africa Orientale Italiana) byla nedlouho (1936–1941) trvající italská kolonie zabírající území dnešní Etiopie (obsazené po druhé italsko-etiopské válce), Italského Somálska (krátce i Britského) a Eritrey. V maximálním rozsahu zabírala zhruba 1,89 milionu km². Zanikla po britské východoafrické kampani během druhé světové války.

## Historie

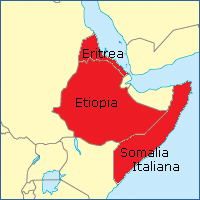
Italské kolonie ve východní Africe

Východoafrická kampaň: Spojenecký postup v Italské východní Africe

Kolonie byla zřízena roku 1936 italskou fašistickou vládou premiéra Benita Mussoliniho v návaznosti na porážku Habeše v druhé italsko-etiopské válce. Poté, co Italové obsadili Habeš, byly do té doby územně nesouvislé italské kolonie Eritrea a Italské Somálsko sloučeny s Etiopií a vznikla tak Italská východní Afrika s Addis Abebou jako hlavním městem a italským místokrálem jako hlavou státu.
Potenciálně znamenal výsledek italsko-habešského konfliktu nebezpečnou hrozbu pro britské impérium v Africe, neboť případným dobytím Súdánu by byly italské kolonie ve východní Africe propojeny s rovněž italskou Libyí, čímž by byl obklíčen britský protektorát v Egyptě a s ním i strategicky klíčový Suezský průplav. Nicméně po propuknutí světového konfliktu byla v roce 1940 Italská východní Afrika od Itálie prakticky odříznuta, neboť Britové zablokovali námořní cestu přes Suezský průplav. Kolonie tak byla odkázána jen na vzdušný most, jímž však přicházely zásoby jen v žalostném množství.
Se začátkem Východoafrické kampaně čítaly italské jednotky v oblasti 91 000 ozbrojených mužů a dalších 200 000 černošských Askari. Výcvik jednotek složených z domorodých obyvatel byl minimální, italské pevnosti byly jen řídce rozmístěné a stav místních silnic byl také špatný.

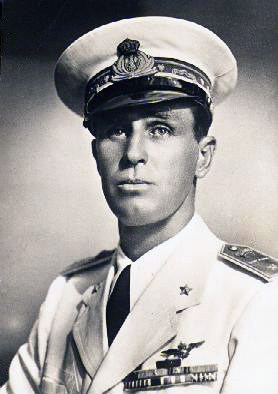
Amedeo Savojský, etiopský místokrál

Přesto byla, díky mnohonásobné přesile, v roce 1940 italskými vojsky obsazena a připojena k Italské východní Africe sousední britská kolonie Britské Somálsko. Tento akt se stal jediným vítězstvím Italů nad Spojenci během druhé světové války, které se obešlo bez podpory německé armády. Italové drželi Britské Somálsko asi jeden rok.
27. března 1941, navzdory houževnatému odporu Italů pod velením generála Orlanda Lorenziniho padla italská pevnost Keren do rukou britských jednotek. A poté, co 8. dubna kapituloval klíčový přístav Massawa, ztratili Italové i oblast Eritrey. Válka byla pro Itálii ztracena v květnu 1941, když jedno z posledních ohnisek italského odporu ve východní Africe v Ambě Alagi pod velením místokrále Amedea Savojského, vévody z Aosty, podlehlo obrovské spojenecké přesile. Válka však trvala ještě do 28. listopadu, kdy kapituloval obránce města Gondaru, generál Guglielmo Nasi.
Až do roku 1943 však ještě v bojích pokračovalo přibližně 7 000 vojáků Italských guerillových jednotek, kteří kapitulaci Spojencům nepřijali. Tyto jednotky spatřovaly svou naději na úspěch v příjezdu německého Afrického sboru z Egypta, ale po bitvě u El Alamejnu, která skončila pro nacistické Německo porážkou, se zbývající italský odpor postupně hroutil.

## Představitelé koloniální moci v Italské východní Africe

### Guvernéři Italské východní Afriky
- Pietro Badoglio, vévoda z Addis Abeby: 9. května 1936 – 11. června 1936 – místokrál a generální guvernér
- Rodolfo Graziani, markýz z Neghelli: 11. června 1936 – 21. prosince 1937 – místokrál a generální guvernér
- Princ Amedeo Savojský, vévoda z Aosty: 21. prosince 1937 – 19. května 1941 – místokrál a generální guvernér
- Pietro Gazzera: 19. května 1941 – 6. července 1941 – vykonával funkci místokrále a generálního guvernéra
- Guglielmo Nasi: 6. července 1941 – 27. listopadu 1941 – vykonával funkci místokrále a generálního guvernéra

| - Giuseppe Bottai, května 1936 – 27. května 1936 - Alfredo Siniscalchi, 1. června 1936 – 23. září 1938 - Francesco Camero Medici, 23. září 1938 – 1. ledna 1939 - Enrico Cerulli, 1. ledna 1939 – 5. května 1939 - Guglielmo Nasi, 5. května 1939 – 2. června 1940 - Giuseppe Daodice, 2. června 1940 – 3. dubna 1941 - Agenore Frangipani, 3. dubna 1941 – 6. dubna 1941 - Alessandro Pirzio Biroli, 1. června 1936 – 15. prosince 1937 - Ottorino Mezzetti, 15. prosince 1937 – 1. ledna 1939 - Luigi Frusci, 1. ledna 1939 – 19. května 1941 – vykonával funkci guvernéra - Guglielmo Nasi, 19. května 1941 – 17. listopadu 1941 – vykonával funkci guvernéra - Carlo Geloso, 1. června 1936 – 9. července 1938 - Armando Felsani, 10. července 1938 – 12. srpna 1938 - Pietro Gazzera, 12. srpna 1938 – 6. července 1941 | - Guglielmo Nasi, 1. června 1936 – 5. května 1939 - Enrico Cerulli, 5. května 1939 – 11. června 1940 - Guglielmo Nasi (znovu), 11. června 1940 – 4. února 1941 – vykonával funkci guvernéra - Pompeo Gorini, 4. února 1941 – 9. března 1941 – vykonával funkci guvernéra - Carlo De Simone, 10. března 1941 – 24. dubna 1941 - Enrico Cerulli, 1. ledna 1939 – 5. května 1939 - Guglielmo Nasi, 5. května 1939 – 2. června 1940 - Giuseppe Daodice, 2. června 1940 – 3. dubna 1941 - Agenore Frangipani, 3. dubna 1941 – 6. dubna 1941 |

### Související články

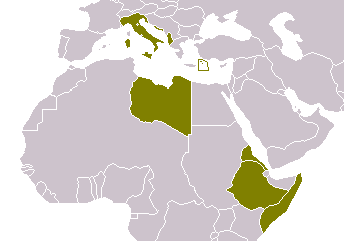
Italské kolonie na mapě světa